# Euselates vouauxi
Euselates vouauxi är en skalbaggsart som beskrevs av Thierry Bourgoin 1916. Euselates vouauxi ingår i släktet Euselates och familjen Cetoniidae. Inga underarter finns listade i Catalogue of Life.